# Sarah Bakewell
Pour les articles homonymes, voir Bakewell.
Sarah Bakewell est une romancière et essayiste britannique née à Bournemouth.

## Biographie
Née de parents libraires, Sarah Bakewell étudie à l'Université de l'Essex. Elle aide un temps ses parents puis entre au département des livres rares à la Wellcome Library, puis au National Trust. 
Sarah Bakewell est collaboratrice du Guardian et du New York Times.

## Prix
Elle reçoit le prix 2010 du National Book Critics Circle Award pour sa biographie de Montaigne.

## Œuvres
- The Smart (Chatto & Windus, 2001), roman
- The English Dane (Chatto & Windus, 2005)
- How to Live, or a life of Montaigne in one question and twenty attempts at an answer, essai (Chatto & Windus 2010). Traduit en français en 2013 : Comment Vivre ? Une vie de Montaigne en une question et vingt tentatives de réponse, Albin Michel.
- At the Existentialist Café: Freedom, Being, and Apricot Cocktails, with Jean-Paul Sartre, Simone de Beauvoir, Albert Camus, Martin Heidegger, Karl Jaspers, Edmund Husserl, Maurice Merleau-Ponty and others (Chatto & Windus / New York, Other Press, 2016).